# Cora Sandel
Cora Sandel er et pseudonym for den norske forfatter Sara Cecilia Görvell Fabricius (født 20. december 1880 i Oslo, død 3. april 1974 i Uppsala).
Fabricius blev født i Kristiania (Oslo), men voksede op i Tromsø i Nordnorge. I 1921 flyttede hun til Sverige, efter at have boet i Paris i mange år. Hun døde i Uppsala.
I sine unge år forsøgte Fabricius at etablere sig som kunstner. 25 år gammel drog hun til Paris for at gå på malerskole, og boede i Frankrig i 15 år. Under opholdet i Frankrig begyndte hun at skrive rejseskildringer og noveller. Forfatterdebuten kom dog først i en alder af 46 år; i forbindelse med skilsmissen fra hendes mand, den svenske skulptør og billedhugger Anders Jönsson. 
Romanen Alberte og Jakob (1926) blev den første i en trilogi sammen med Alberte og friheten (1931) og Bare Alberte (1939), der alle solgte i store oplag.  Efterkrigsromanen Kranes konditori blev en endnu større publikumssucces, og blev dramatiseret af Helge Krog få måneder efter, at bogen kom ud. Stykket er blevet sat op med jævne mellemrum lige siden. Kranes konditori blev også filmatiseret af den danske instruktør Astrid Henning-Jensen i 1951.
Til trods for stor litterær succes skjulte Fabricius sig bag sit pseudonym hele livet og levede tilbagetrukket fra offentligheden.

## Priser
- 1937 - Gyldendals legat
- 1948 – Tidningen VIs litteraturpris